# Корнелевка
Корнелевка (укр. Корнелівка) — село в Гнездычевской поселковой общине Стрыйского района Львовской области Украины.
Население по переписи 2001 года составляло 103 человека. Занимает площадь 0,373 км². Почтовый индекс — 81774. Телефонный код — 3239.